# Theretra suffusa
Espèce
Theretra suffusa est une espèce d'insectes lépidoptères de la famille des Sphingidae, de la sous-famille des Macroglossinae, de la tribu des Macroglossini, de la sous-tribu des Choerocampina et du genre Theretra.

## Description
Imago
L'envergure varie de 80 à 102 mm. Le papillon est semblable à Theretra alecto mais en diffère par la large bande dorsale pâle qui court le long du thorax et de l'abdomen, mais aussi par la zone basale noire de la partie supérieure de l'aile postérieure qui ne s'étend pas vers la tornus. Le dessus de l'aile antérieure est également similaire à Theretra alecto, mais le contraste entre les zones basale et médiane plus pâles et la zone postmédiane plus sombre est plus marqué.

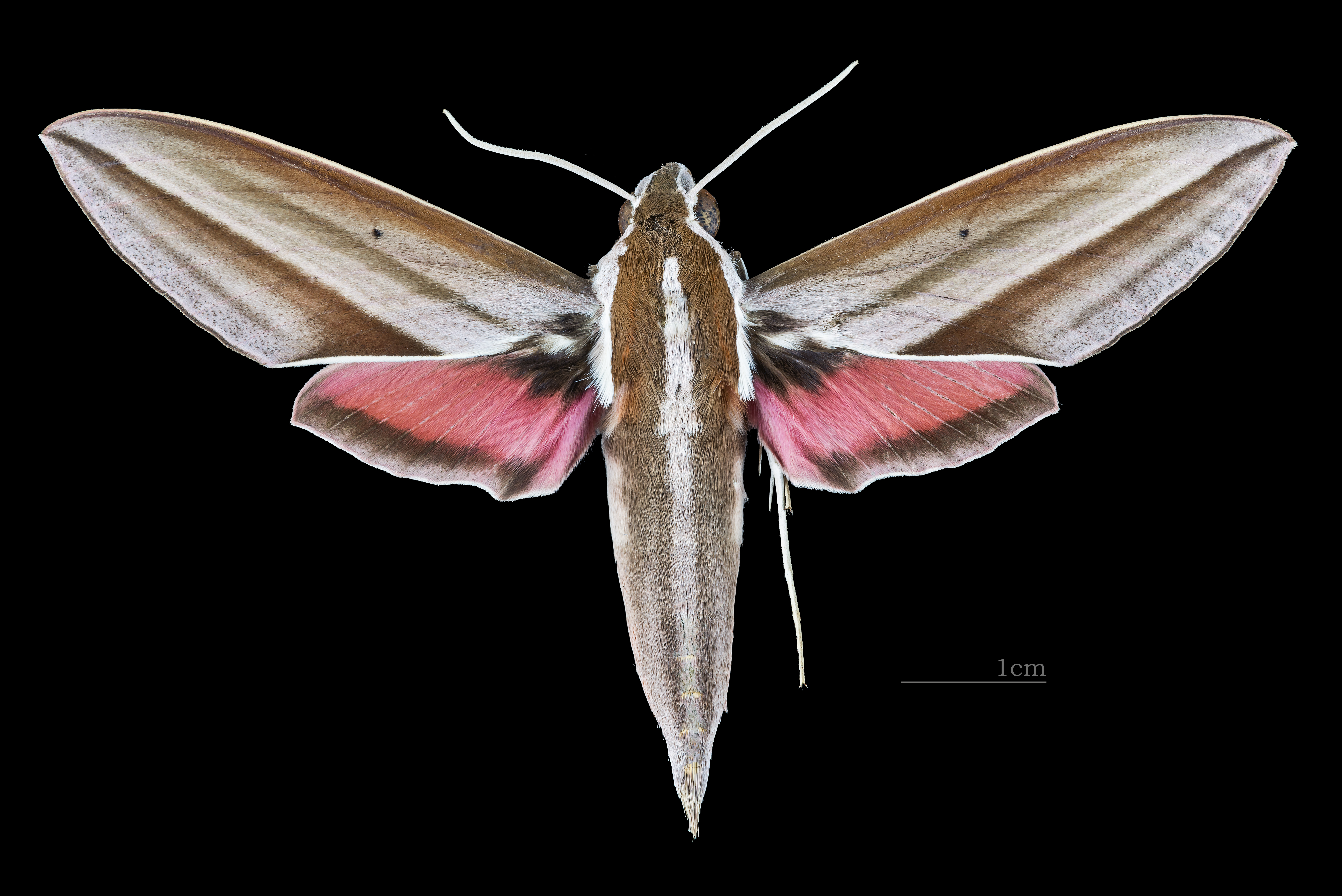
Mâle face dorsale (coll.MHNT).
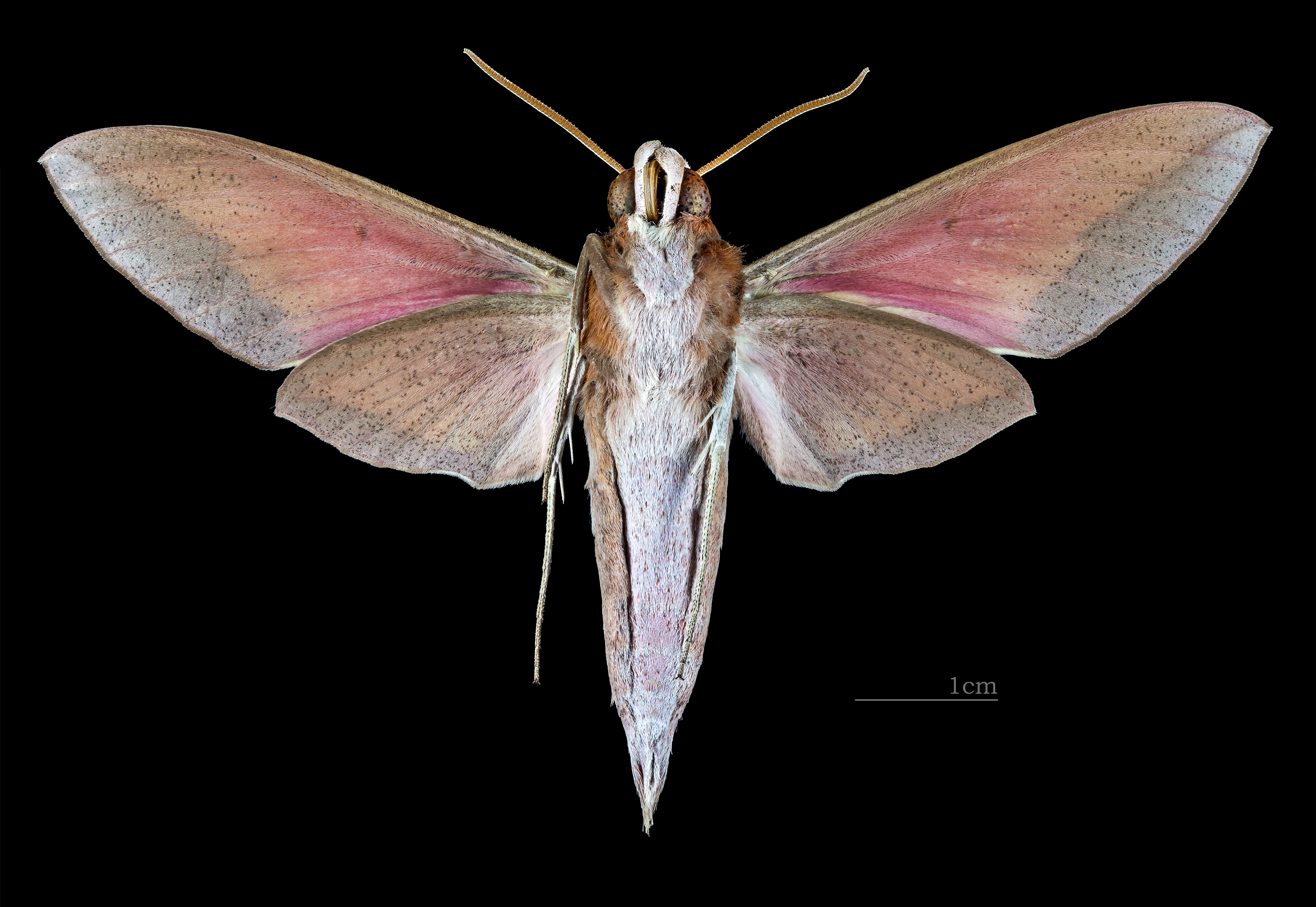
Mâle revers (coll.MHNT).
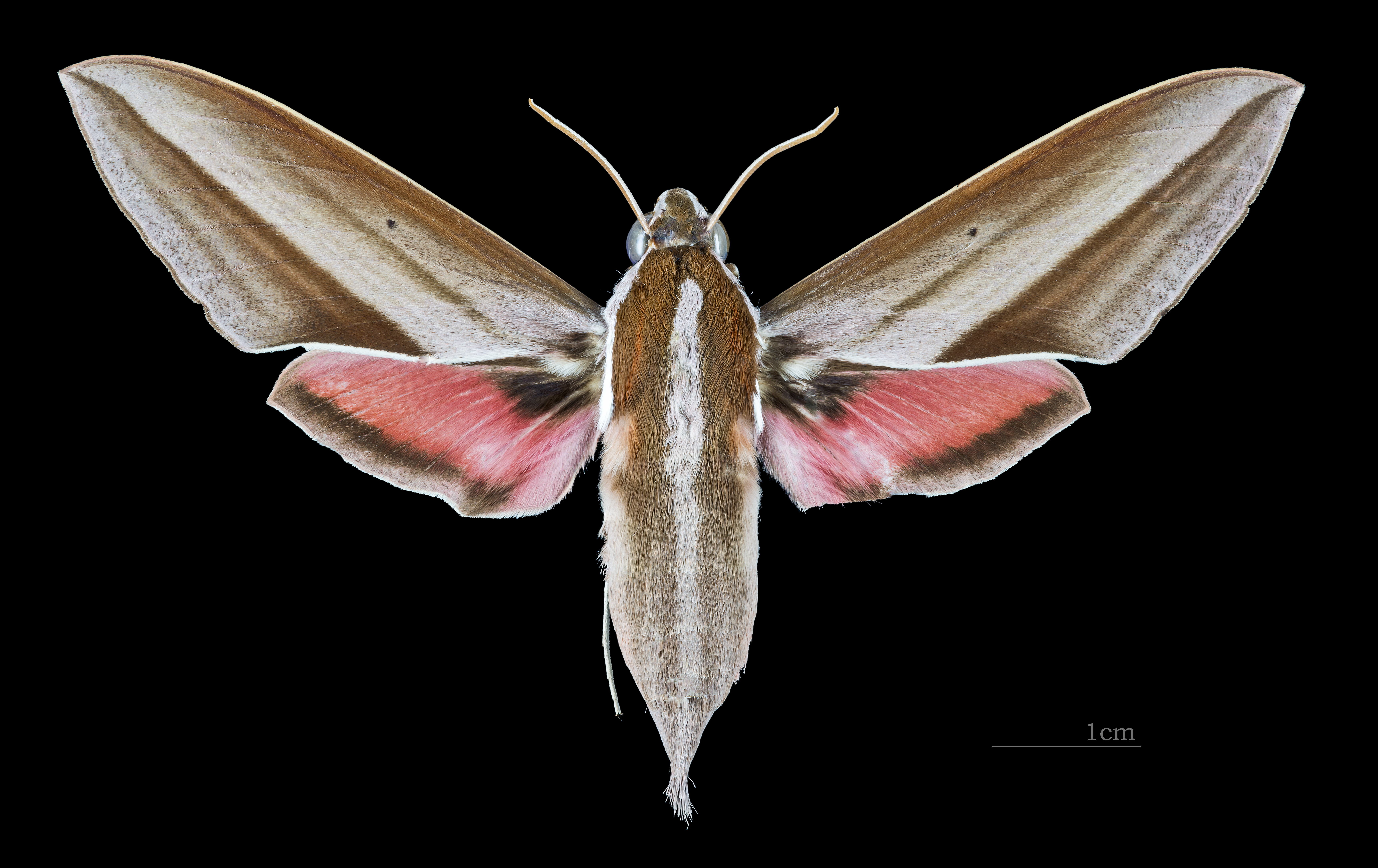
Femelle face dorsale (coll.MHNT).
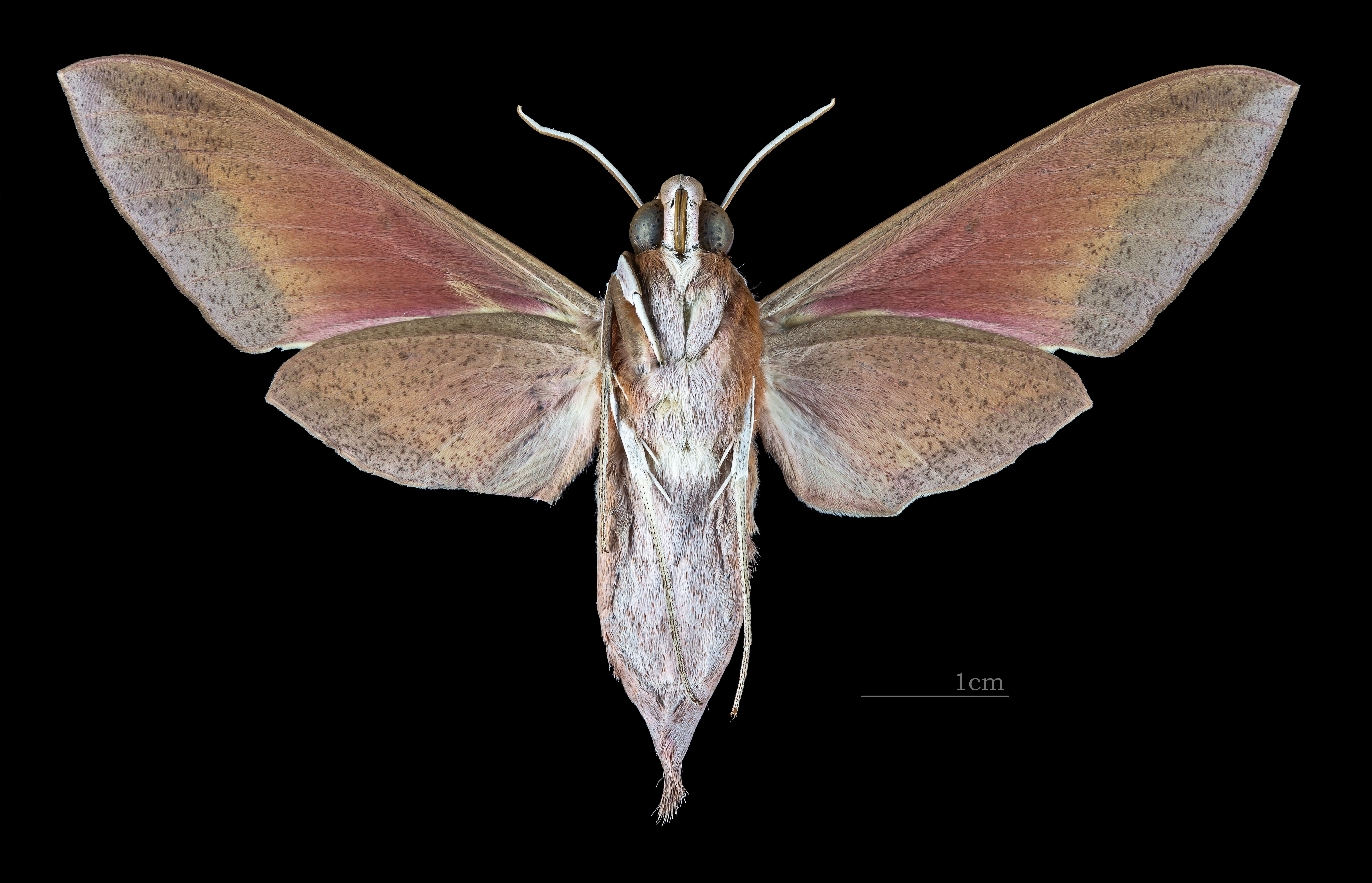
Femelle revers (coll.MHNT).

## Répartition
Cette espèce est connue au Népal, au nord-est de l'Inde, en Thaïlande, dans le sud de la Chine, à Taiwan, dans le sud du Japon (archipel Ryukyu), au Laos, Cambodge, Vietnam, aux îles Andaman, en Malaisie péninsulaire, mais aussi au Sarawak, au Sabah, à Singapour, en Indonésie (Sumatra, Java, Kalimantan) et au Palawan.

## Biologie
Les chenilles se nourrissent sur Melastoma sanguineum.

## Systématique
- L'espèce Theretra suffusa a été décrite par l’entomologiste britannique Francis Walker en 1856[2] sous le nom initial de Chaerocampa nessus.

### Synonymie
- Chaerocampa suffusa Walker, 1856 protonyme
- Choerocampa hector Boisduval, 1875